# Mongolomintho longipes
Mongolomintho longipes är en tvåvingeart som beskrevs av Richter 1976. Mongolomintho longipes ingår i släktet Mongolomintho och familjen parasitflugor.
Artens utbredningsområde är Mongoliet. Inga underarter finns listade i Catalogue of Life.